# Ritratto di Alessandro Farnese
Il Ritratto di Alessandro Farnese di Anthonis Mor è un dipinto ad olio su tela (153 x 95 cm) eseguito nel 1557 e conservato presso la Galleria nazionale di Parma.

## Descrizione
Il giovane principe Alessandro è effigiato come un perfetto gentiluomo di corte, in un elegantissimo costume giallo senape: le gambe coperte da calze, i corti pantaloni a sbuffo, la camicia di pizzo che si intravede al di sotto del farsetto imbottito, il corto mantello nero foderato di pelliccia, il cappello piumato, l'elegante spada al fianco. Protagonista del dipinto è solamente la figura umana: Alessandro, dodicenne, destinato a diventare uno dei più grandi uomini d'arme del secondo Cinquecento, oltre che duca di Parma e Piacenza, è già raffigurato come un esemplare gentiluomo abbigliato alla moda spagnola.
Come altri dipinti dello stesso artista, l'opera si riallaccia allo schema adottato da Tiziano in quegli anni per ritratti come quello di Carlo V del Prado o di Filippo II di Capodimonte.

## Storia
Da un'iscrizione riportata sul telaio dallo stesso autore del dipinto, sappiamo per certo che questo ritratto venne eseguito a Bruxelles nel 1557. Qui il dodicenne Alessandro si trovava con la madre Margherita, che era stata nominata dal fratellastro Filippo II governatrice della turbolenta provincia delle Fiandre. Il giovane principe era presto destinato a raggiungere Madrid, come stipulavano le cause del Trattato di Gand (1556) e doveva fungere da una sorta di pegno della fedeltà di Ottavio Farnese alla causa della monarchia asburgica. A Madrid il giovane sarebbe stato educato secondo i rigidi canoni dell'etichetta spagnola, distinguendosi ben presto per la notevole attitudine all'arte militare. La duchessa si rivolse per il dipinto al più quotato ritrattista della corte di Bruxelles, Anthonis Mor (conosciuto nella forma italianizzata di Antonio Moro), protetto dal potente e raffinato cardinal Antoine Perrenot de Granvelle.
Il dipinto venne portato a Parma qualche mese dopo la sua creazione, e qui rimase fin dopo la morte di Margherita d'Austria, come riportano gli inventari. Dopo un periodo a Roma, presso le stesse collezioni dei Farnese, il quadro venne forse portato nuovamente a Parma durante le spoliazioni napoleoniche del 1734.